# Pavle Živković
Pavle Zivkovic (en serbio: Pavle Živković) (Belgrado, 28 de enero de 1930 - Belgrado, 24 de diciembre de 2023) es un diplomático de carrera serbio e yugoslavo. Desde 1988 hasta 1992 ocupó el cargo de Embajador Extraordinario y Plenipotenciario de Yugoslavia en Ecuador.

## Biografía
Se graduó en la Facultad de Derecho de la Universidad de Belgrado. Durante sus estudios se dedicó al periodismo, trabajando como asociado de Radio Belgrado .
Ha sido condecorado en diferentes ocasiones. Fue condecorado con la Orden Nacional al Mérito (Gran Cruz) de la República del Ecuador. 

### Carrera diplomática
Pasó 37 años en el servicio diplomático:
- Ataché económico en Bucarest, Rumania
- Primer Secretario y Consejero de la Embajada en Río de Janeiro, Brasil
- Cónsul General en Sao Paulo, Brasil
- Embajador de Yugoslavia[1] en Ecuador (1988 - 1992)
- Embajador de Yugoslavia[2] en Angola (1993 - 1995)
- Embajador de Yugoslavia[3] en Namibia (1994 - 1995)

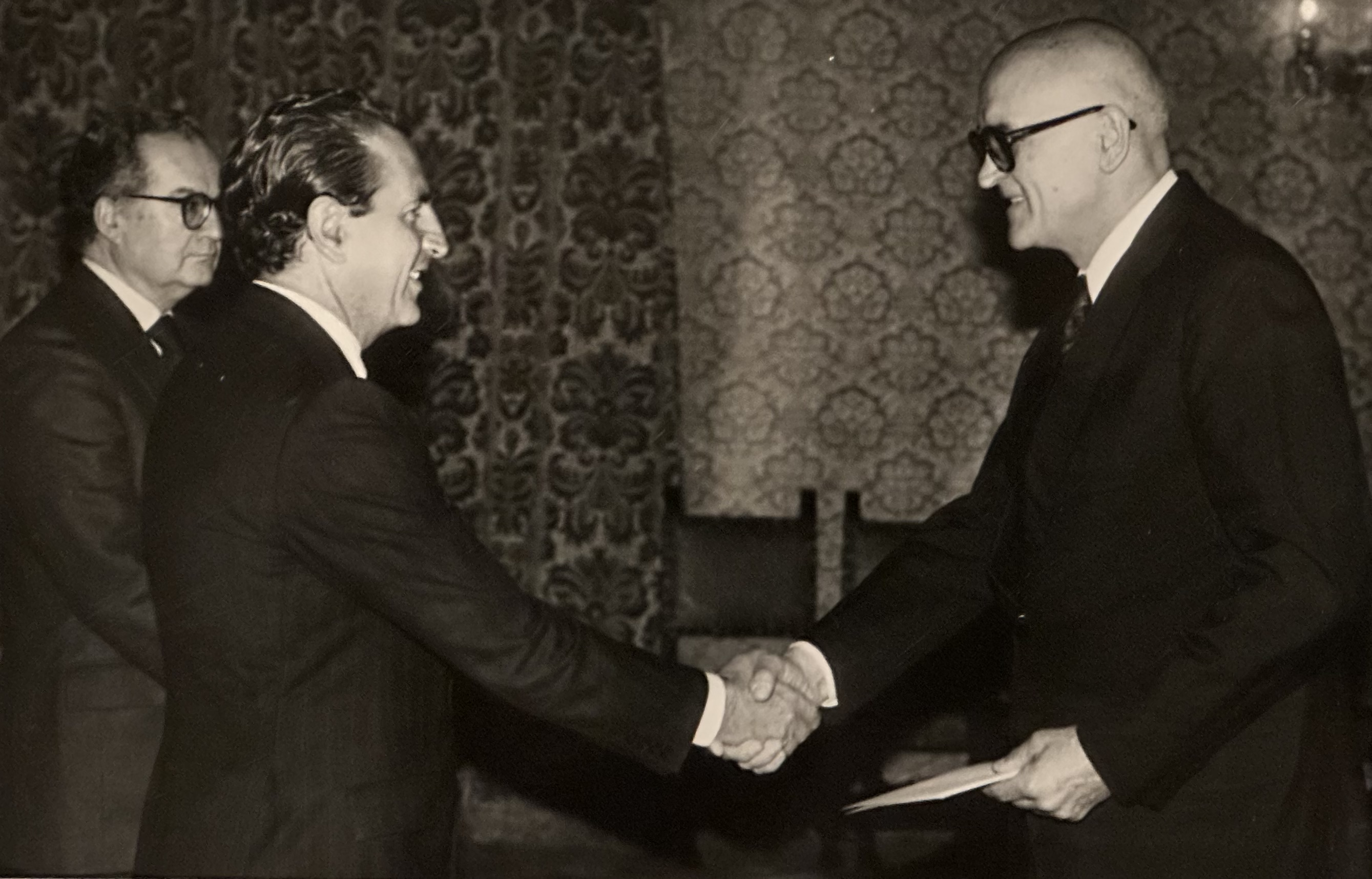
Pavle Zivkovic presentando las cartas credenciales al presidente Rodrigo Borja en 1988.

En Belgrado fue, entre otras cosas, asesor especial en cuestiones jurídicas internacionales, jefe de administración e inspector jefe del Ministerio de Asuntos Exteriores de Yugoslavia (entonces Secretaría Federal de Asuntos Exteriores).
Como miembro o jefe de la delegación, participó en varias negociaciones y consultas bilaterales y multilaterales. Fue miembro de la delegación yugoslava en las sesiones de la Asamblea General de las Naciones Unidas, IMCO, OACI .

### Trabajo lexicográfico
Tras su jubilación se dedicó a la labor lexicográfica y a la traducción. Es autor del primer diccionario lexicográfico portugués-serbio con más de 90.000 palabras y expresiones, publicado en 2005. 